# A daktiloszkópia története
A daktiloszkópia a személyazonosság megállapítására alkalmazott ujjlenyomatvételen alapuló módszer.

## Ókor
A személyazonosítás már a történelem kezdete óta fontos kérdésnek számít. Az ókori társadalomban egyre több esetben merült fel az igény az emberek kilétének megbízható azonosítására. Régóta ismert, hogy az  emberek testi jellegükben, például arcukban, fejformájukban különböznek egymástól, de nem mindegyik alkalmas a biztos elkülönítésre. Mivel a korábbi megoldások bonyolultak és megbízhatatlanok voltak, a szakemberek úgy döntöttek, hogy a viszonylag egyszerű és könnyen kivitelezhető, amellett biztonságos bőrlécrendszerre építik a személyazonosítást. Az ujjlécrajzolatot már nagyon régóta ismeri az emberiség, sőt a különbséget is észrevették a személyek között. Az ókori népek a személyazonosság igazolására ujjlenyomatos agyagpecséteket használtak. Az asszírok és a babilóniaiak fontos okmányaikra agyagból készített pecsétet tettek, amibe belenyomták a hüvelykujj végét. Kínában számos hivatalos aktus csak akkor volt érvényes, ha azt agyagpecséttel hitelesítették. Ujjlenyomattal igazolták a szerződéseket, üzletkötéseket, válásokat, zsoldfizetést, büntetőügyeket és minden mást.

### Modern kor
Az elmúlt 200 év kutatásainak köszönhetően a modern kriminalisztika is a személyazonosítás e formájához folyamodott. Bár a számítástechnika fejlődésével az adatbázisok egyéb biometrikai adatokkal is kiegészültek, a bűnügyi nyilvántartásokból ma sem hiányozhatnak az ujjlenyomatok. Az ujjak bőrlécrajzolatait használó személyazonosítási- és nyilvántartási vizsgálati módszer azon a felismerésen alapul, hogy az ujjbegyek mintázata minden embernél más és más képet mutat, az ujjak rajzolata már a születés előtt kialakul, és az életkorral sem változik, egészen a test feloszlásáig megmarad, és nem utolsósorban az ujjlenyomatok könnyen rögzíthetők, képletek segítségével megfelelően osztályozhatók. Az alkalmazhatóságon az sem változtat sokat, hogy az ujjnyomat barázdái az életkorral vagy kétkezi munkától kopnak, két azonosítás közt mechanikusan vagy vegyszerek által sérülhetnek, bőrbetegségtől, égési sérüléstől eltorzulhatnak. A bűnüldözők már régen rájöttek arra, hogy az ujjlenyomatoktól, vagyis a bőrlécek rajzolatától csak nagy nehézségek árán lehet megszabadulni, hiába a savval maratás, a kővel dörzsölés, a tűvel szurkálás, ha csak a bőr felső rétege sérül, nem lehet eltüntetni, ugyanis a papilláris vonalak regenerálódnak, a rajzolatok újból eredeti alakjukban jelennek meg. Kizárólag csak mélyen a szövetbe hatoló roncsoló vágás vagy harmadfokú égési seb után nem rajzolódnak ki újra a fodorszálak. Ráadásul Galton számításai után az is nyilvánvaló vált, hogy a különböző lehetséges mintázatok óriási száma (64 milliárd) miatt gyakorlatilag kizárt, hogy két személy azonos ujjlenyomattal rendelkezzen. Az ujjnyomatok vizsgálatánál ezt az egyediséget, állandóságot, megváltozhatatlanságot aknázta ki a daktiloszkópia, mely a rendőrség személyazonosítási és nyilvántartási rendszere lett.
Noha az ujjlenyomatok azonosítási története több évezredes múltra tekint vissza, a tudományos elemzésük csak néhány száz éve kezdődött el. Az erre irányuló vizsgálatok a bőr szerkezetének és a különböző rétegei felépítése iránt érdeklődő orvosok Nehemiah Grew, Bidloo és Marcello Malpighi munkásságának köszönhetően kaptak jelentős lendületet. Grew angol anatómus 1684-ben jelentést készített a Royal Society számára, melyben részletesen leírja a bőr pórusait és az ujjak bőrléc-mintázatait. Egy évvel később a holland Bidloo anatómiai könyvében aprólékosan elemzi a hüvelykujjat és annak dermatoglífiai mintázatát. A rá következő évben az olasz Malpighi az ujjak bőrléceiről és mintázataik változatosságáról számol be. Az ígéretes úttörő lépések után azonban hosszú ideig semmi érdemleges nem történt, a bőrbarázda-típusok jelentőségének szisztematikus vizsgálatával csak a 19. század elején kezdtek el foglalkozni ujjlenyomatokkal is kiegészült. Bertillon rendszere, hibái és nehézkessége ellenére is, kezdetben meglehetősen eredményesnek bizonyult. Ám miután két, majdnem azonos névvel rendelkező ember (Will West és William West), a mért adatok alapján megkülönböztethetetlennek találtatott (az eltérés közöttük a mérési hibahatáron belül volt), a rendszer gyorsan elvesztette jelentőségét.
Miközben Franciaországban és Európa több országában még a „bertilonnage” volt a hivatalos személyazonosítási módszer, addig Indiában, Japánban, Argentínában és az Egyesült Királyságban a figyelem már egyre inkább az ujjrajzolat-mintázatok tanulmányozására, felhasználhatóságára irányult. Az utóbbi területen William Herschel érdemel kiemelést, ugyanis 1858-ban ő volt az első európai, aki gyakorlati célra használta az ujjlenyomatokat. A híres csillagász, John Herschel fia bengáli birodalmi megbízottként megfigyelte, hogy az írástudatlan indiaiak az ujjlenyomatot egyfajta aláírásként használják, ezért úgy döntött, hogy a zsold, illetve a nyugdíjak kiosztásakor a fizetési listákon az ujjakról vett lenyomattal igazolja a pénzes borítékok átvételét. Miután 20 éve alkalmazta ezt az eljárást, észrevette, hogy az ujjlenyomatok nem változtak, vagyis a módszer megbízhatóan használható a személyek azonosítására. Nagyjából ezzel egyidejűleg egy másik brit, Henry Faulds is hasonló következtetésre jutott. Faulds, miközben orvosként Japánban teljesített missziós küldetést, felfigyelt rá, hogy az ujjlenyomatokat aláírásként használják a kerámiákon. Miután látta, hogy egy betörés helyszínén talált ujjlenyomattal miként sikerült a rablás elkövetőjét azonosítani, cikket írt a Nature magazin számára, melyben az ujjlenyomatvétel módszerének leírása mellett, azok egyedi voltára hivatkozva, felhívta a figyelmet hasznosíthatóságukra a bűnügyi azonosításban. A cikket olvasva, egy hónappal később Herschel is beszámolt indiai személyazonosítási tapasztalatairól. A két cikk már Darwin unokaöccsének, a polihisztor Sir Francis Galton érdeklődését is felkeltette.